# Винландске саге
Винландске саге (исл. Vínland sǫgur) представљају два засебна текста написана у форми сага током 13. века (1220−1280) и део су серијала Саге о Исланђанима. Рукописи се превасходно баве викиншким истраживањима и колонизацијама Гренланда и Северне Америке (древна земља Винланд) и настали су неких 250 година након тих првобитиних географских открића која су се дешавала у периоду између 970. и 1030. године.
Винландске саге чине Сага о Ерику Црвеном (исл. Eiríks saga rauða) и Сага о Гренланђанима (исл. Grœnlendinga saga) и оне представљају најкомплетније и једине доступне изворе о нордијским истраживањима Северне Америке. Иако се оба дела не могу узети као апсолутно релевантни историјски извори, она ипак пружају значајне изворе информација о том делу средњовековне историје на подручју Северног Атлантика.
Веродостојности информација које се појављују у овим сагама умногом су допринела и открића на подручју археолошког локалитета Ланси Медоуз на Њуфаундланду у Канади. Истраживања које су током 1960-их спровели норвешки истраживачи Хелге Ингстад и његова суприга Ане Ингстад само су потврдила постојање древних нордијских насеља на тлу Северне Америке.

## Препоручена литература
- Jones, Gwyn (2001). A History of the Vikings. Oxford University Press. ISBN 978-0-19-280134-0.
- Ingstad, Helge; Ingstad, Anne Stine . The Viking Discovery of America: The Excavation of a Norse Settlement in L'Anse Aux Meadows, Newfoundland. 2001. ISBN 978-0-8160-4716-1. (Checkmark Books. New York). .
- Magnusson, Magnus (1976). Viking, Hammer of the North. ISBN 978-0-399-11744-2. (Putnam) Magnus Magnusson.
- Magnusson, Magnus (1979). Viking expansion westwards. Bodley Head archaeology Book Club Associates. ISBN 978-0-8098-3529-4.